# António Feijó
António Joaquim de Castro Feijó (Ponte de Lima, 1 de junio de 1859 - Estocolmo, 20 de junio de 1917) fue un poeta y diplomático portugués.

## Biografía
Graduado en Derecho por la Universidad de Coímbra, ejerció inicialmente la abogacía, aunque en 1886 ingresó en la carrera diplomática. Ejerció diversos cargos consulares en Brasil, Noruega y Dinamarca, antes de ser ministro en Estocolmo, donde permaneció largos años. Casado con Maria Luísa Carmen Mercedes Joana Lewin, de nacionalidad sueca, la pronta muerte de su mujer, casi veinte años más joven que él, vino a influir su obra literaria con temáticas fúnebres. Como poeta, se le vincula al Parnasianismo, y mostró en su obra preocupaciones culturales de su época, como el positivismo o el cientifismo. Fue socio correspondiente de la Academia Brasileña de Letras, desde 1915 hasta su muerte.

## Principales obras
- "Transfigurações", 1862
- "Líricas e Bucólicas", 1884
- "Janela do Ocidente", 1885
- "Cancioneiro Chinês", 1890
- "Ilha dos Amores", 1897
- "Bailatas", 1907 (bajo el pseudónimo de Inácio de Abreu e Lima)
- "Sol de Inverno", 1922 (póstuma)
- "Novas Bailatas", 1926 (póstuma)